# Emblème de l'Éthiopie
 (décembre 2016).
Si vous disposez d'ouvrages ou d'articles de référence ou si vous connaissez des sites web de qualité traitant du thème abordé ici, merci de compléter l'article en donnant les références utiles à sa vérifiabilité et en les liant à la section « Notes et références ».
La version actuelle de l'emblème de l'Éthiopie fut adoptée en 1996, modifiée en 2009. Il est composé d'un disque bleu dans lequel figure une étoile d'or à cinq branches.
L'étoile à cinq branches est le symbole de l'égalité entre les hommes et les femmes, et de tous les groupes ethniques et religieux de l'Éthiopie. Les rayons qui figurent entre les branches reflètent le futur brillant de l'Éthiopie et la couleur bleue symbolise la paix et la démocratie désirée par le pays.
L'emblème figure au centre du drapeau de l'Éthiopie depuis 1996.

## Galerie

### Empire
Avant 1975, l'Empire éthiopien arborait des armoiries impériales influencées par l'héraldique européenne.

Le Lion de Juda
Anciennes armoiries impériales éthiopiennes (Menelik II)
Anciennes armoiries impériales éthiopiennes (Haile Selassie Ier)

### République

Emblème du gouvernement militaire provisoire de l'Éthiopie socialiste (1975-1987)
Emblème de la république démocratique populaire d'Éthiopie (1987-1991)
Emblème du gouvernement de transition d'Éthiopie (1991-1995)
Emblème de l'Éthiopie (1996-2009)